# Commiphora virgata
Commiphora virgata är en tvåhjärtbladig växtart som beskrevs av Adolf Engler. Commiphora virgata ingår i släktet Commiphora och familjen Burseraceae. Inga underarter finns listade i Catalogue of Life.